# Красне Поле (Брянська область)
Красне Поле (рос. Красное Поле) — селище у Брасовському районі Брянської області Росії. Входить до складу муніципального утворення Локотське міське поселення.
Населення — 19 осіб.
Розташоване за 3 км на захід від селища міського типу Локоть, за 1 км на південний схід від селища Майський Жук поблизу автодороги М3.

## Історія
Виникло в 1920-ті роки. Спочатку входило до складу Городищенської (1-ї) сільради, у 1954—1971 рр. в Крупецькій сільраді, з 1971 в Локотській селищній раді.

## Населення
За найновішими даними, населення — 19 осіб (2013).
У минулому чисельність мешканців була такою:
| Роки      | 1926 | 1979 | 1989 | 2002 | 2010 |
| --------- | ---- | ---- | ---- | ---- | ---- |
| Населення | 69   | 47   | 38   | 18   | 23   |